# Dewindersingh Sewnath
Dewindersingh Sewnath is een Nederlands baithak-gana-zanger en toetsenist.

## Biografie
Dewindersingh Sewnath is van Surinaamse afkomst en komt uit Den Haag. Hij is een van de bekendste artiesten in de muziekstijl baithak gana in Nederland.
Hij treedt zowel in Nederland als in Suriname waaronder tijdens het Indo Chutney Baithak Ghana Festival van 2012 in Kwatta, tijdens The First Blast in 2015 in de Anthony Nesty-sporthal in Paramaribo, met de band Swastika rondom de Surinaamse parlementsverkiezingen van 2020 en in het kader van De Grote Suriname-tentoonstelling op 19 januari 2020 in Amsterdam.
Hij heeft 18 delen albums met de titel The Lion Of Bhaitak Gana uitgebracht.